# Stainless Steel Studios
Stainless Steel Studios Inc. (SSSI) era un'azienda statunitense produttrice di videogiochi strategici in tempo reale, fondata nel 1997 da Rick Goodman (creatore della serie Age of Empires) e Dara-Lynn Pelechatz. La sede era a Cambridge, in Massachusetts.

## Videogiochi
- Empire Earth, pubblicato da Sierra Entertainment
- Empires: l'Alba del Mondo Moderno, pubblicato da Activision
- Rise and Fall: Civilizations at War, completato e pubblicato da Midway Games

## Logo
Il logo, stato disegnato da Stainless Steel con Jam Design, è una sfera d'argento con sopra una salamandra.